# Cotu Vameș
Cotu Vameș – wieś w Rumunii, w okręgu Neamț, w gminie Horia. W 2011 roku liczyła 2549 mieszkańców.